# Hail Mary pass

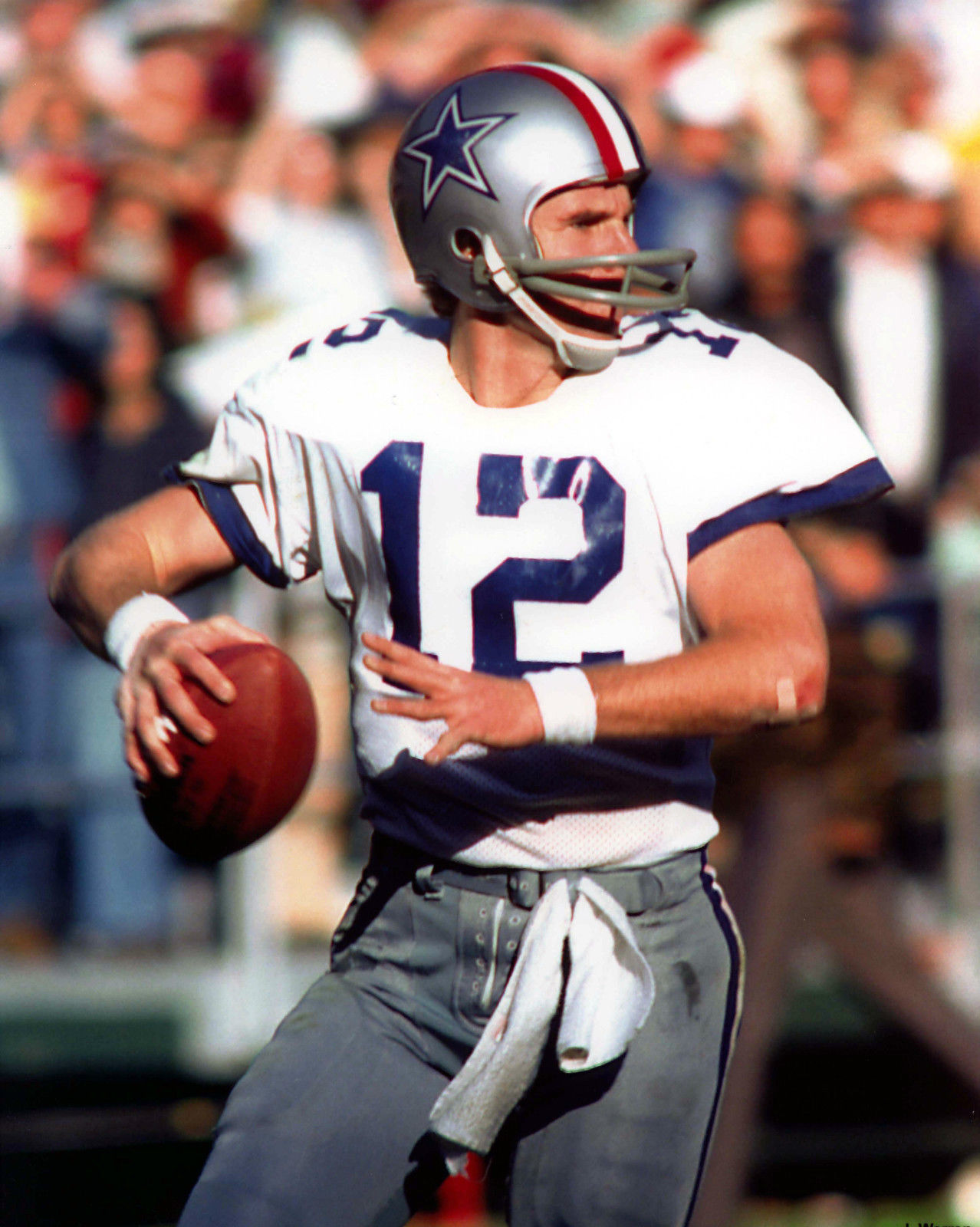
Roger Staubach quarterback dei Dallas Cowboys protagonista nel 1975 del Hail Mary Game

Con l'espressione Hail Mary pass (/ˈheɪl ˈmɛri pæs/), in lingua italiana Passaggio dell'Ave Maria, usata spesso solo come Hail Mary, ci si riferisce nel football americano ad un lancio molto lungo effettuato dal quarterback ed eseguito tipicamente in situazioni disperate, molto distante dall'area di meta, con una possibilità di riuscita veramente bassa. Vista la difficoltà di completare il passaggio il nome fa riferimento alla preghiera cattolica Ave Maria come invocazione di forza e aiuto dall'alto.

## Origini

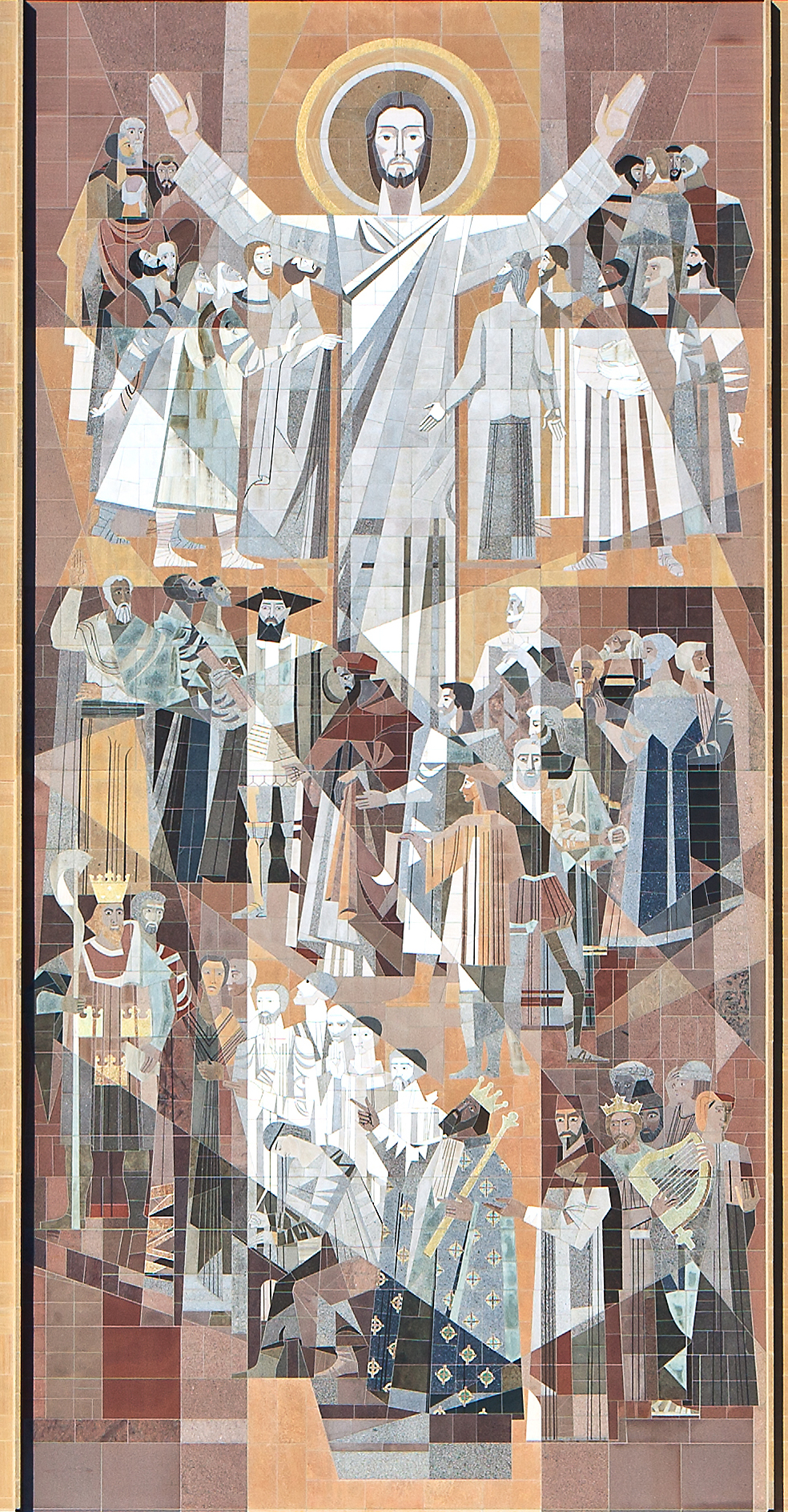
Il murale sulla facciata della biblioteca dell'Università di Notre Dame noto come Touchdown Jesus, testimone dell'importanza che la religione e il football hanno per il college dell'Indiana.

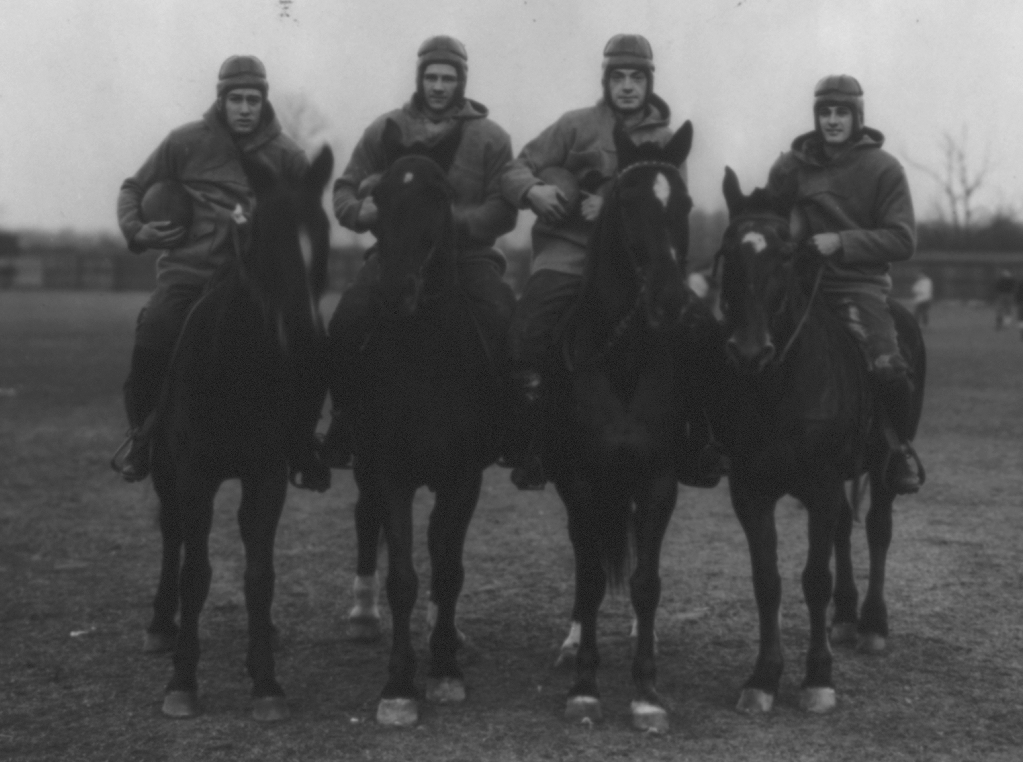
I giocatori noti come 'I Quattro Cavalieri di Notre Dame' nel 1924: da sinistra a destra Don Miller, Elmer Layden, Jim Crowley e Harry Stuhldreher

La nascita di tale espressione può farsi risalire tra gli anni 1920 e 1930 all'interno della ristretta cerchia del football di college delle università cattoliche, come poi affermato pubblicamente dagli ex giocatori dell'Università di Notre Dame, Elmer Layden e Jim Crowley.
 

Crowley raccontò più volte la storia di una partita tra i Fighting Irish e gli Yellow Jackets della Georgia Tech del 1922 in cui, su iniziativa del suo compagno di squadra presbiteriano Noble Kizer, i giocatori del Notre Dame recitarono un'Ave Maria prima di ognuno dei touchdown segnati e che alla fine lo stesso Kizer, riferendosi all'azione dell'ultimo touchdown realizzato, esclamò:
"Quell'Ave Maria è la migliore giocata che abbiamo fatto"
Originariamente quindi ci si riferiva con questa espressione a qualsiasi tipo di giocata disperata o complessa da realizzare, mentre col tempo fu associata specificatamente ad un lungo passaggio in avanti, tentato quando la squadra deve provare a segnare ma è molto lontana dalla end zone avversaria e il tempo a disposizione è agli sgoccioli, un'azione quindi con una scarsissima probabilità di riuscita e il riferimento alla preghiera è una metafora del fatto che per il suo successo sia necessario quasi un miracolo.

## Notorietà
Per oltre 40 anni l'uso di questa espressione rimase ristretta nel mondo del football dei college cattolici. Poi però divenne nota al grande pubblico con la partita dei play-off della National Football League (NFL) della stagione 1975 tra i Dallas Cowboys e i Minnesota Vikings del 28 dicembre 1975 quando il quarterback dei Cowboys Roger Staubach realizzò un passaggio da 50 yard al wide receiver Drew Pearson per il touchdown vincente. 
Passaggi di questo tipo all'epoca venivano chiamata semplicemente bombe o col termine derivato dalla pallacanestro di alley-oop ma Staubach commentando al termine della gara l'azione dichiarò che mentre effettuava il lancio:
"Ho chiuso i miei occhi e ho detto un'Ave Maria"
Il giorno successivo il Dallas Times Herald titolò "I Cowboys vincono con un'Ave Maria". Da allora l'espressione rappresentò quel tipo di azione nel football. 
Quella partita è conosciuta come l'Hail Mary Game.

## Descrizione e probabilità di riuscita

Tipica formazione d'attacco per un Hail Mary pass: una shotgun formation con la maggior parte dei ricevitori, se non tutti, disposti su un lato della linea di scrimmage.

Nel football, specialmente in quello professionistico moderno, 
non è raro che un quarterback effettui un passaggio da 50 o più yard per un ricevitore ma questo non basta per definirlo un passaggio dell'Ave Maria. Infatti oltre alla lunghezza, che deve essere certamente elevata, quello che fa di un passaggio una Hail Mary è la situazione in cui ci si trova ad utilizzarlo e, di conseguenza, la difficoltà ad avere successo con tale lancio.
Si parla quindi di Hail Mary pass quando la squadra che attacca è posizionata molto lontano dalla goal line, restano solo pochi secondi dal termine del primo o del secondo tempo di gioco e si ha bisogno di un touchdown. Ci si trova quindi costretti a fare un ultimo, spesso disperato tentativo per arrivare in meta con il quarterback che lancia la palla direttamente in end zone, o nelle sue immediate vicinanze, non lanciando tanto su un determinato ricevitore quanto in un'area determinata sperando che la palla sia presa da uno dei suoi compagni di squadra che dovranno affrettarsi per raggiungere l'end zone per provare a ricevere. Al contempo la squadra che difende, conscia che l'azione sarà di lancio in end zone, tenderà a premunirsi di coprire in profondità il campo con quella che viene chiamata una difesa preventiva per intercettare o comunque impedire la ricezione della palla.
Ovviamente la Hail Mary è un'azione studiata e preparata dai giocatori che attaccano, così come da quelli che difendono, ma al di là della preparazione richiede la giusta dose di fortuna per essere realizzata con successo. Utilizzata solo nelle situazioni peggiori, la probabilità di riuscita di tale azione è evidentemente molto bassa, con la palla che sarà lanciata da molto lontano, e quindi con minore precisione, in un'area ristretta e dove sarà presente un numero elevato di difensori.
In uno studio della ESPN la percentuale di successo di un Hail Mary pass è stimata intorno al 9,7%, mentre le statistiche riportano che nelle gare della NFL dal 2009 al 2020 sono stati tentati 193 passaggi dell'Ave Maria, ma solo 16 sono riusciti, ossia l'8,2%. Insomma, questa giocata ha successo meno di 1 volta ogni 10 tentativi.

## Lista delle Hail Mary pass nella NFL

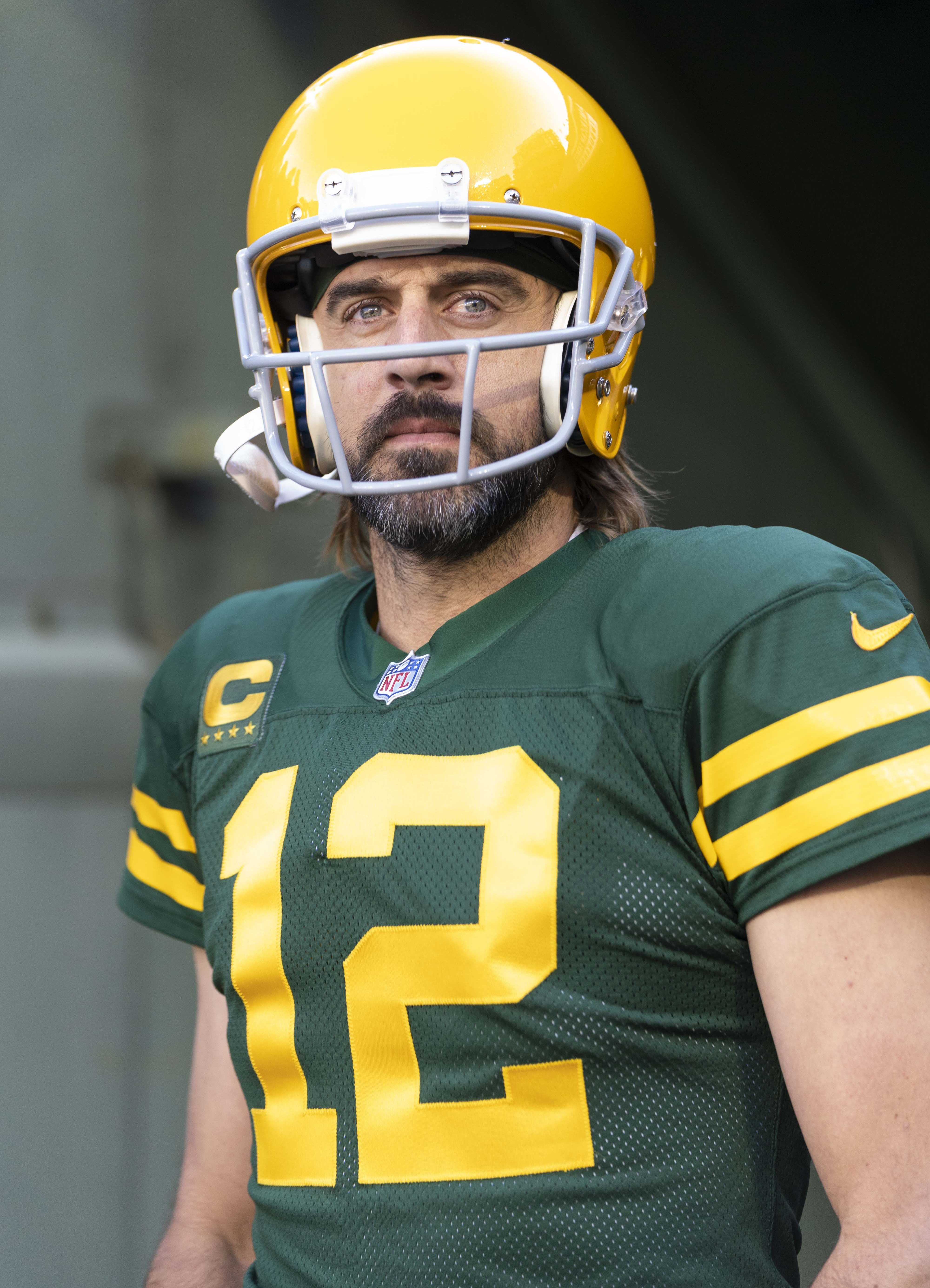
Il quarterback Aaron Rodgers fu chiamato Re dell'Ave Maria dopo aver completato con successo quattro Hail Mary pass in carriera.

Di seguito un elenco dei più noti passaggi dell'Ave Maria completati con successo in partite della NFL.
| Stagione | Partita                                                                                   | Descrizione dell'azione |
| -------- | ----------------------------------------------------------------------------------------- | --- |
| 1975     | Minnesota Vikings vs Dallas Cowboys (vedi Hail Mary Game)                                 | Con 24 secondi alla fine della gara il quarterback dei Cowboys Roger Staubach lanciò un passaggio da 50 yard per il ricevitore Drew Pearson per il touchdown della vittoria. |
| 1978     | Atlanta Falcons vs New Orleans Saints                                                     | I Falcons vincero sui Saint per 20-17 con un passaggio da 57 yard dal quarterback Steve Bartkowski per Alfred Jackson. L'azione fu chiamata "Big Ben" e praticamente ripetuta due settimane dopo nella "Big Ben II". |
| 1980     | Cleveland Browns vs Minnesota Vikings                                                     | Il quarterback di Minnesota Tommy Kramer lanciò il touchdown della vittoria per 28-23 a Ahmad Rashād a tempo scaduto. L'azione fu chiamata "Miracle at the Met" |
| 1981     | Buffalo Bills vs New England Patriots                                                     | Joe Ferguson dei Bills lanciò per 36 yard in end zone dove, dopo un rimpallo, fu preso dal running back Roland Hooks per il touchdown della vittoria 20-17 |
| 1983     | Atlanta Falcons vs San Francisco 49ers                                                    | Hail Mary pass di 47 yard del quarterback dei Falcons Steve Bartkowski per Billy Johnson nell'azione finale di gara che portò alla vittoria 28-24. |
| 1984     | New Orleans Saints vs Cincinnati Bengals                                                  | Il quarterback dei Saints Dave Wilson lanciò una Hail Mary da 54 yard, respinta dal difensore dei Bengals Robert Jackson ma presa al volo da Hoby Brenner per il touchdown del 7-3 nell'ultima azione del primo tempo di gioco. |
| 1987     | San Francisco 49ers vs Cincinnati Bengals                                                 | In svantaggio di 6 punti e 2 secondi da giocare Joe Montana dei 49ers lanciò una Hail Mary per Jerry Rice che a tempo scaduto segnò il touchdown del pareggiò e l'extra point successivo portò alla vittoria 27-26. |
| 1987     | Minnesota Vikings vs New Orleans Saints (partita dei playoff)                             | Minnesota portò il risultato sul 31-10 alla fine del primo tempo con una Hail Mary di Wade Wilson per Hassan Jones. |
| 1991     | Atlanta Falcons vs San Francisco 49ers                                                    | Il quarterback Billy Joe Tolliver dei Falcons trovò Michael Haynes con una Hail Mary di 44 yard ad un secondo dalla fine della gara, vinta così da Atlanta 17-14. |
| 1991     | Dallas Cowboys vs Washington Redskins                                                     | Sul punteggio di 7-7 a pochi secondi dalla fine del primo tempo, il quarterback dei Cowboys Troy Aikman completò una Hail Mary da 34 yard per Alvin Harper portando in vantaggio Dallas. |
| 1995     | Denver Broncos vs Washington Redskins                                                     | I Broncos vinsero all'ultimo secondo di gara con il quarterback John Elway che trovò Rod Smith in end zone da 43 yard. |
| 1995     | New York Jets vs Buffalo Bills                                                            | Il quarterback dei Jets Boomer Esiason lanciò una Hail Mary da 41 yard ricevuta in touchdown da Adrian Murrel, permettendo ai Jets di portandosi a -2 punti a tempo scaduto. I Jets fallirono poi la conversione da due punti che gli avrebbe dato il pareggio. |
| 1999     | New York Giants vs New Orleans Saints                                                     | Prima del termine del primo tempo Kent Graham dei Giants lanciò una Hail Mary da 53 yard per Joe Jurevicius che segnò il suo primo touchdown in carriera portando New York sul punteggio di 24-3. |
| 1999     | Cleveland Browns vs New Orleans Saints                                                    | I Browns vinsero 21-16 allo scadere del tempo con una Hail Mary da 56 yard di Tim Couch per Kevin Johnson. |
| 2001     | Cleveland Browns vs Chicago Bears                                                         | I Bears pareggiarono negli ultimi secondi di gara con una Hail Mary da 34 yard presa in tuffo, dopo una deviazione di un difensore, dal running back James Allen. Chicago vinse poi ai tempi supplementari. |
| 2002     | Cleveland Browns vs Jacksonville Jaguars                                                  | Tim Couch dei Browns completò una Hail Mary da 50 yard per Quincy Morgan che segnò il touchdown della vittoria 21-20. Fu la seconda vittoria tramite una Hail Mary per Couch. |
| 2007     | Arizona Cardinals vs San Francisco 49ers                                                  | Kurt Warner lanciò una Hail Mary da 48 yard per Larry Fitzgerald a fine primo tempo permettendo ai Cardinals di portarsi in vantaggio 21-17. |
| 2010     | Jacksonville Jaguars vs Houston Texans                                                    | Sul punteggio di parità 24-24 e 3 secondi alla fine della partita il quarterback dei Jaguars David Garrard provò una Hail Mary da 50 yard. Il difensore dei Texans Glover Quin intercettò la palla con due mani buttandola fuori dalla end zone ma fu raccolta al volo da Mike Thomas che segnò il touchdown della vittoria 31-24 per i Jaguars. |
| 2011     | Kansas City Chiefs vs Chicago Bears                                                       | A 2 secondi dalla fine del primo tempo il quarterback dei Chiefs Tyler Palko lanciò una Hail Mary in end zone da 38 yard che fu raccolta, dopo che la palla fu deviata dai difensori, da Dexter McCluster. Fu il primo passaggio da touchdown in carriera per Palko e la prima ricezione da touchdown in carriera per McCluster. |
| 2012     | New York Giants vs Green Bay Packers                                                      | Con 6 secondi restanti alla fine del primo tempo il quarterback dei Giants Eli Manning lanciò per 37 yard a Hakeem Nicks che in salto, sebbene stretto tra due difensori, riuscì a prendere la palla schiacciandola sul proprio elmetto e segnò il touchdown che diede il vantaggio 20-10 ai Giants. |
| 2012     | Detroit Lions vs Tennessee Titans                                                         | Nell'azione finale della gara il quarterback dei Lions Shaun Hill lanciò una Hail Mary da 41 yard ricevuta in end zone da Titus Young che segnò il touchdown del pareggio 41-41. |
| 2012     | Green Bay Packers vs Seattle Seahawks (vedi Controversia arbitrale Packers-Seahawks 2012) | Il quarterback dei Seahawks Russell Wilson tentò una Hail Mary negli ultimi secondi di gara su un 4° down e 10: in end zone la palla fu contesa da Golden Tate dei Seahawks e M.D. Jennings dei Packers che si ritrovarono a terra entrambi con due mani sulla palla. Un arbitro segnalò il touchdown, un altro invece segnalò l'intercetto. Dopo il replay fu accordato il touchdown della vittoria 14-12 di Seattle. L'azione è nota come "Fail Mary". |
| 2013     | Baltimore Ravens vs Cincinnati Bengals                                                    | Con 2 secondi alla fine del tempo regolamentare e sul punteggio di 17-10 per i Ravens, il quarterback dei Bengals Andy Dalton lanciò una Hail Mary da 49 yard in end zone dove la palla fu deviata prima da un giocatore dei Bengals (che non riuscì nella presa) e poi da James Ihedigbo dei Ravens che però invece di scagliarla a terra, interrompendo così l'azione, accidentalmente la alzò dietro di lui, permettendo a A.J. Green dei Bengals una facile presa e il touchdown del pareggio. |
| 2015     | Indianapolis Colts vs Houston Texans                                                      | Il quarterback dei Texans Brian Hoyer completò una Hail Mary da 42 yard per Jaelen Strong per un vantaggio a fine primo tempo di 13-10. |
| 2015     | Green Bay Packers vs Detroit Lions (vedi Miracle in Motown)                               | Con il risultato 23-21 per i Lions, a tempo scaduto fu accordata un'ultima azione ai Packers sulla linea delle loro 39 yard per una penalità di face mask. Il quarterback di Green Bay Aaron Rodgers, dopo aver evitato i placcatori dei Lions per 8 secondi dando modo così ai suoi compagni di squadra di correre a fondo campo, lanciò una Hail Mary da 66 yard direttamente in end zone dove fu presa al volo da Richard Rodgers per il touchdown della vittoria 27-23. L'azione fu nominata "Miracle in Motown" e fu la più lunga Hail Mary a portare alla vittoria di una partita nella storia della NFL. |
| 2015     | Kansas City Chiefs vs Baltimore Ravens                                                    | Il quarterback dei Ravens Jimmy Clausen lanciò con successo da 48 yard per Kamar Aiken alla fine del primo tempo. |
| 2015     | Green Bay Packers vs Arizona Cardinals (partita dei play-off)                             | Il quarterback Aaron Rodgers di Green Bay lanciò una Hail Mary da 41 yard a tempo scaduto ricevuta da Jeff Janis che anticipò in salto due difensori dei Cardinals segnando il touchdown che pareggiò la partita. Questa fu la seconda Hail Mary completata con successo da Rodgers in carriera dopo quella del Miracle in Motowh. |
| 2016     | Cincinnati Bengals vs Cleveland Browns                                                    | Con 7 secondi alla fine del primo tempo il quarterback dei Bengals Andy Dalton lanciò la palla in end zone da 48 yard a tempo scaduto: qui il ricevitore A.J. Green prima riuscì solo a deviare la palla senza però catturarla poi, prima che cadesse a terra, riuscì a prenderla con la stessa mano e stringersela al petto completando la ricezione e segnando il touchdown del 21-10 per i Bengals. |
| 2016     | Chicago Bears vs Tampa Bay Buccaneers                                                     | Il quarterback Jay Cutler dei Bears completò una Hail Mary da 50 yard per il touchdown del ricevitore Cameron Meredith a 5 secondi dalla fine del primo tempo. |
| 2016     | New York Giants vs Green Bay Packers (partita dei play-off)                               | Con sei secondi al termine del primo tempo e sul punteggio di 7-6 per i Packers, il quarterback Aaron Rodgers lanciò la palla in end zone a tempo scaduto da 42 yard per il touchdown di Randall Cobb. |
| 2018     | Minnesota Vikings vs Detroit Lions                                                        | Il quarterback dei Vikings Kirk Cousins completò una Hail Mary da 44 yard per Kyle Rudolph a due secondi dalla fine del primo tempo portando il punteggio sul 14-9 per Minnesota. |
| 2020     | Buffalo Bills vs Arizona Cardinals                                                        | In svantaggio 30-26 a 34 secondi dalla fine della partita il quarterback dei Cardinals Kyler Murray lanciò una Hail Mary da 43 yard che fu ricevuta su tre difensori dei Bills da DeAndre Hopkins che segnò il touchdown del 32-30. Questa azione è detta "Hail Murray". |
| 2020     | Seattle Seahawks vs Philadelphia Eagles                                                   | Con 21 secondi da giocare, Carson Wentz degli Eagles lanciò una Hail Mary da 33 yard in end zone per Richard Rodgers che segnò così il suo secondo touchdown su Hail Mary in carriera. |
| 2021     | Arizona Cardinals vs Cleveland Browns                                                     | Il quarterback dei Browns Baker Mayfield, a tre secondi dalla fine del primo tempo, lanciò una Hail Mary da 57 yard ricevuta in end zone da Donovan Peoples-Jones che segnò il touchdown che portò il punteggio sul 23-14 per i Cardinals. |
| 2022     | Carolina Panthers vs Atlanta Falcons                                                      | Sul punteggio di 34-28 per i Falcons a 12 secondi dal termine della gara, il quarterback dei Panthers D.J. Moore lanciò una Hail Mary da 62 yard ricevuta da P.J. Walker in tuffo per il touchdown del pareggio. Per i festeggiamenti di Walker fu data una penalità di 15 yard nel calcio dell'extra point che fu sbagliato, portando la partita ai tempi supplementari dove si imposero i Falcons. |
| 2023     | Washington Commanders vs Denver Broncos                                                   | In svantaggio di 27-35 a tre secondi dalla fine il quarterback dei Broncos Kyler Murray provò una Hail Mary da 50 yard con la palla che, dopo vari tocchi di difensori e attaccanti, fu presa da Brandon Johnson che segnò un touchdown. I Broncos fallirono poi la conversione da due punti, perdendo la partita 33-35. |
| 2024     | New York Jets vs Buffalo Bills                                                            | Con i Jets in svantaggio di 10 punti ad otto secondi dall'intervallo il quarterback Aaron Rodgers lanciò una Hail Mary da 52 yard ricevuta in end zone da Allen Lazard. Fu la quarta Hail Mary completata da Rodgers in carriera. |
| 2024     | Washington Commanders vs Chicago Bears                                                    | Con i Commanders sotto di tre punti a due secondi dalla fine della partita, il rookie quarterback Jayden Daniels lanciò un passaggio da 52 yard ricevuto da Noah Brown che segnó il touchdown della vittoria 18-15. |

## Uso in altri contesti
Prendendo spunto dall'Hail Mary pass nei paesi nordamericani l"espressione "Hail Mary" è utilizzata in contesti differenti da quello del football per riferirsi a un tentativo con scarsa possibilità di successo.
- Nella pallacanestro un "Hail Mary shot" o "Hail Mary throw" è un tiro tentato da posizione lontanissima dal canestro.[20]
- Durante la Guerra del Golfo il generale Norman Schwarzkopf descrisse la sua strategia per aggirare il grosso delle forze irachene in Kuwait attaccando con un'ampia manovra di aggiramento del fronte come "Hail Mary plan". Nel caso però più che alle scarse possibilità di riuscita Schwarzkopf si riferiva alla disposizione delle truppe sulla sinistra del fronte d'attacco, simile a quello dei ricevitori che in un passaggio dell'Ave Maria usualmente si dispongono tutti sullo stesso lato della linea di scrimmage.[21][22]
- La scelta di John McCain di optare per Sarah Palin come candidato vice presidente nella corsa per le elezioni presidenziali USA del 2008 fu definita come un Hail Mary pass.[23]
- Le varie azioni legali messe in campo da Donald Trump dopo la sua sconfitta nelle elezioni presidenziali USA del 2020 furono descritte come delle Hail Mary.[24][25]
- Dopo l'invasione russa dell'Ucraina del febbraio 2022, il tentativo di Papa Francesco di fermare il conflitto consacrando Russia e Ucraina al Sacro Cuore di Maria fu definito un Hail Mary Pass.[26]
- Nella fotografia è detto "Hail Mary" uno scatto eseguito tenendo la macchina fotografica sopra la testa senza possibilità di guardare nell'obiettivo, tipica situazione quando ci si trova in mezzo ad una folla di persone che impedisce quindi una visione diretta del soggetto che si vuole fotografare.[27]
- Nella sicurezza informatica un "Hail Mary Attack" è un attacco lanciato su un sistema utilizzando tutti i mezzi di intrusione a disposizione (script, worm, virus, ecc...) per vedere se uno di questi funzioni.[28]

- Nella gara 35 della NASCAR Cup Series 2022 al Martinsville Speedway il pilota Ross Chastain, alla ricerca del piazzamento per accedere alla gara finale, nel giro conclusivo percorse l'ultima curva a tutta velocità appoggiando l'auto sul guard rail, in una mossa da videogioco che gli permise di passare dal 10º al 5º posto: questa manovra, successivamente vietata dalla NASCAR, fu chiamata Hail Melon (vista l'associazione di Chastain con i cocomeri).[29]

### Galleria video
- (EN) NFL, Varie Hail Mary pass, su YouTube.
- (EN) NFL, L'Hail Mary pass di Roger Staubach, su YouTube, 1975.
- (EN) NFL, L'Hail Mary pass di Tommy Kramer con ricezione ad una mano di Ahmad Rashad, su YouTube, 1980.
- (EN) NFL, L'Hail Mary pass di David Garrard, su YouTube, 2010.
- (EN) NFL, L'Hail Mary pass di Aaron Rogers nella Miracle in Motown, su YouTube, 2015.
- (EN) NFL, L'Hail Mary pass di D.J. Moore, su YouTube, 2022.
- (EN) NFL, L'Hail Mary pass di Kyler Murray contro Washington (da 0 a 20 secondi), su YouTube, 2023.
- (EN) NFL, L'Hail Mary pass di Aaron Rogders contro i Buffalo Bills, su YouTube, 2024.